# گراس‌پوینت‌شورز (میشیگان)
گراس‌پوینت‌شورز، میشیگان (به انگلیسی: Grosse Pointe Shores, Michigan) یک شهر در ایالات متحده آمریکا با جمعیت ۳٬۰۰۸ نفر است که در میشیگان واقع شده‌است.